# Rheumaptera hawelkae
Rheumaptera hawelkae là một loài bướm đêm trong họ Geometridae.